# Vona (Colorado)
Pour les articles homonymes, voir Vona.
Vona est une ville américaine située dans le comté de Kit Carson dans le Colorado.

## Démographie
| 1920 | 1930 | 1940 | 1950 | 1960 | 1970 |
| ---- | ---- | ---- | ---- | ---- | ---- |
| 268  | 183  | 226  | 209  | 130  | 114  |

| 1980 | 1990 | 2000 | 2010 | - | - |
| ---- | ---- | ---- | ---- | - | - |
| 94   | 104  | 95   | 106  | - | - |

Selon le recensement de 2010, Vona compte 106 habitants. La municipalité s'étend sur 0,22 milles carrés (0,57 km2).